# Samsung Galaxy Tab 7.0 Plus
O Galaxy Tab 7.0 Plus é um tablet fabricado pela Samsung e lançado em outubro de 2011. Visto como uma atualização do Galaxy Tab original, o Galaxy Tab 7.0 incorpora a versão 3.2 do Android (codinome Honeycomb), versão otimizada para tablets, ao contrário do Tab original que era equipado com a versão 2.2 do Android, codinome Fro-Yo. O Galaxy Tab vem em duas edições, 3G+Wi-Fi (modelo GT-P6200) e somente Wi-Fi (modelo GT-P6210) e nas cores preto e branco, com o armazenamento variando em 16 GB e 32 GB. A atualização para o Android 4.0 já foi disponibilizada, sendo que a destinada ao Brasil foi lançada em agosto de 2012.